# 格林黑德 (佛羅里達州)
格林黑德（英語：Greenhead）是位於美國佛羅里達州華盛頓縣的一個非建制地區。該地的面積和人口皆未知。

## 地理
格林黑德的座標為30°30′17″N 85°39′36″W / 30.50472°N 85.66000°W，而該地的平均海拔高度為44米（即144英尺）。